# Vattenmelon
Vattenmelon (Citrullus lanatus) är en art i familjen gurkväxter, som ursprungligen kommer från Kalahariöknen i södra Afrika. Den är numera odlad och förvildad i varma områden i hela världen. Arten är känd för sina smakliga frukter.

## Biologi
Arten är en ettårig, strävhårig, ört. Stjälkarna är som unga mjukhåriga, de är krypande eller klängande med spiralvridna klängen och meterlånga rankor. Bladen är handflikiga, djupt flikiga med tandade kanter, de är sträva och blir 10–30 cm långa. Blommorna är enkönade men uppträder på samma planta. De sitter ensamma eller få i grupp på mjukhåriga skaft i bladvecken, cirka 2 centimeter långa, och han- och honblommor sitter på samma planta. Foderbladen är smalt lansettlika. Kronan är djupt femflikig och gul med grova nerver på utsidan. Hanblommorna har tre fria och spiralvridna ståndare. Honblommorna har rundade gula kala märkesflikar och ovalt borsthårigt fruktämne. Frukten är ett bär och minst 20 cm lång, ofta betydligt större. Den är kal och grönmönstrad. Fruktköttet är först vitaktigt men vid mognaden rött eller gult. Fröna är plattade, svartbruna och blanka.
Några skador som kan uppkomma är röta kring blomma och stjälk, mögel, missfärgning (där frukten legat mot jorden), ojämn form och kylskador med följder som exempelvis vattnigt utseende, mjuk konsistens och missfärgning.

## Innehåll och hälsa
Vattenmelon innehåller omkring 90 procent vatten och bland annat vitamin C, lykopen, kalium och aminosyran tyramin. Ett stort intag kan, särskilt hos personer med känslig mage, orsaka magproblem, exempelvis uppblåsthet, förstoppning, diarré och magont. I sällsynta fall kan den skada njurar och lever hos fruktosintoleranta personer.

## Användning
Vattenmelon äts ofta kyld i uppskurna klyftor. Den kan även användas i exempelvis en sallad eller fruktsallad om den skärs i mindre bitar, mixas ner i en smoothie eller grillas. Även kärnorna eller fröna är ätbara för människor. Fryst vattenmelon serveras ibland till djur på djurparker för att svalka dem när det är varmt. Hundar kan också äta vattenmelon i måttliga mängder, dock utan skal och kärnor eller frön.

### Hållbarhet och förvaring
Hållbarhetstiden för vattenmeloner är 16–20 dygn vid 5–6°C och 80–85% relativ fuktighet eller 8–12 dygn vid 20°C och 60% relativ fuktighet. Mogna meloner tål att förvaras i 2–3°C i två dygn.
Meloner är känsliga för värme, men kan även drabbas av kylskador.

## Varianter
Arten delas in i två varieteter, var. lanatus som representerar den odlade typen, och var. citroides, som är vildväxande i södra Afrika.
Vattenmelon liknar kolokvint (C. colocynthis), men den senare är flerårig, mycket spädare och strävhårig utan mjuka hår.

### Grupper
De odlade vattenmelonerna kan indelas i sortgrupper utifrån sitt användningsområde.
- Citroides-gruppen - primitiva sorter som vanligen odlas som boskapsfoder. Ibland odlas de för att framställa pektin och de kan även användas till att tillverka falsk sukat.
- Mucosospermus-gruppen - odlas i huvudsak i västra Afrika för sina protein och oljerika frön. Den bästa oljan används i matlagning.
- Cordophanus-gruppen - en grupp med mer eller mindre bittra frukter. Troligen hybrider med kolokvint (C. colocynthis).
- Dessert-gruppen - den mest kända gruppen med de söta, ätliga frukterna. De äts vanligen färska, men kan även saltas in som saltgruka. Gruppen kan delas in i ytterligare cirka 30 undergrupper baserade på fruktens form och färg.

I Japan har man fått fram "kärnfria" sorter som odlas kommersiellt.

## Produktion
| Nr                                                                    | Område                 | Produktion (ton) | Andel (%) |
| --------------------------------------------------------------------- | ---------------------- | ---------------- | --------- |
| 1                                                                     | Kina                   | 62 803 768       | 60,43     |
| 2                                                                     | Iran                   | 4 113 711        | 3,96      |
| 3                                                                     | Turkiet                | 4 031 174        | 3,88      |
| 4                                                                     | Indien                 | 2 520 000        | 2,42      |
| 5                                                                     | Brasilien              | 2 240 796        | 2,16      |
| 6                                                                     | Algeriet               | 2 095 757        | 2,02      |
| 7                                                                     | Ryssland               | 1 969 954        | 1,90      |
| 8                                                                     | Uzbekistan             | 1 836 959        | 1,77      |
| 9                                                                     | USA                    | 1 771 051        | 1,70      |
| 10                                                                    | Egypten                | 1 483 255        | 1,43      |
| 11                                                                    | Mexiko                 | 1 472 459        | 1,42      |
| 12                                                                    | Kazakstan              | 1 248 613        | 1,20      |
| 13                                                                    | Vietnam                | 1 200 104        | 1,15      |
| 14                                                                    | Spanien                | 1 092 401        | 1,05      |
| 15                                                                    | Marocko                | 742 375          | 0,71      |
|                                                                       | Total världsproduktion | 103 931 336      | 100,00    |
| Källa: FN:s livsmedels- och jordbruksorganisation:s data för år 2018. |                        |                  |           |

## Synonymer
var. citrullus
- Anguria citrullus (L.) Mill.
- Citrullus aedulis Pangalo
- Citrullus amarus Schrad. ex Eckl. & Zeyh.
- Citrullus battich Forssk. nom. invalid.
- Citrullus caffer Schrad.
- Citrullus caffrorum Schrad.
- Citrullus edulis Spach
- Citrullus lanatus subsp. mucosospermus Fursa
- Citrullus lanatus subsp. cordophanus Ter-Avan.
- Citrullus lanatus var. caffer (Schrad.) Mansfeld ex Fursa
- Citrullus lanatus var. caffrorum (Schrad.) Fosberg
- Citrullus lanatus var. capensis (Alef.) Fursa
- Citrullus lanatus var. cordophanus (Ter-Avan.) Fursa
- Citrullus lanatus var. senegalicus Fursa
- Citrullus mucosospermus (Fursa) Fursa
- Citrullus pasteca Sag.
- Citrullus vulgaris Schrad. ex Eckl. & Zeyh.
- Citrullus vulgaris var. lanatus (Thunb.) L.H. Bailey nom. inval.
- Citrullus vulgaris var. sudanicus Filov & Fursa
- Colocynthis citrullus (L.) Kuntze
- Cucumis colocynthis Thunb. nom. illeg.
- Cucumis dissectus Decne.
- Cucurbita anguria Duch. ex Lam. nom. illeg.
- Cucurbita citrullus L.
- Momordica lanata Thunb.

var citroides (L. H. Bailey) Mansf.
- Citrullus colocynthoides Pangalo
- Citrullus colocynthoides 'var. citroides (L.H. Bailey) Millan
- Citrullus vulgaris var. citroides L.H. Bailey

## Galleri

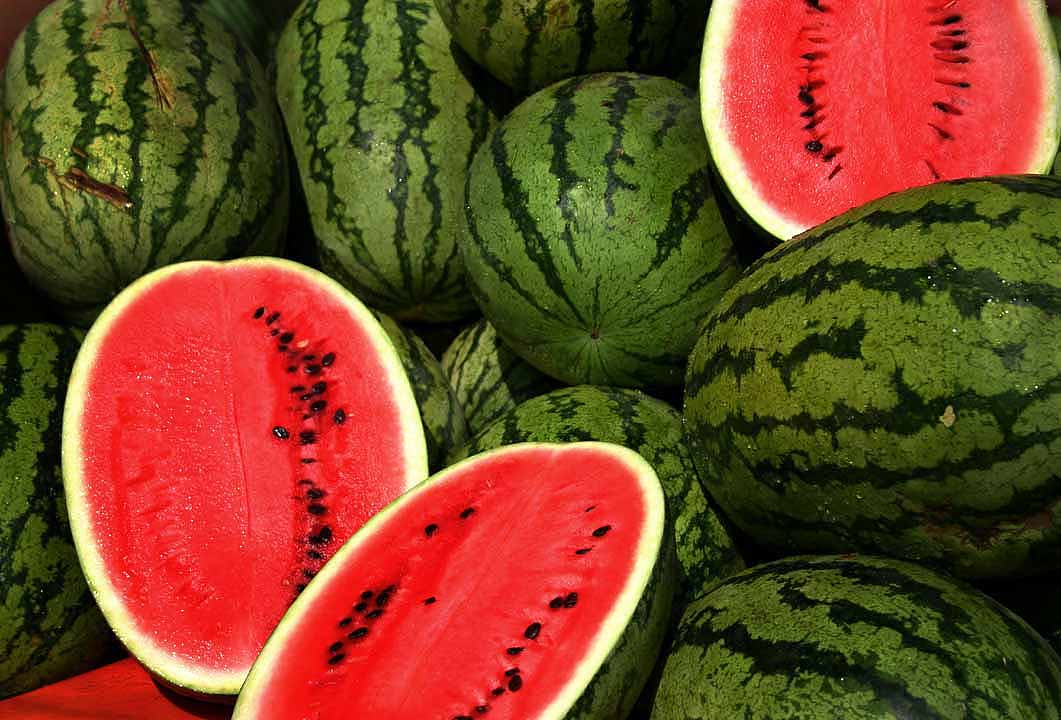
Vattenmeloner.
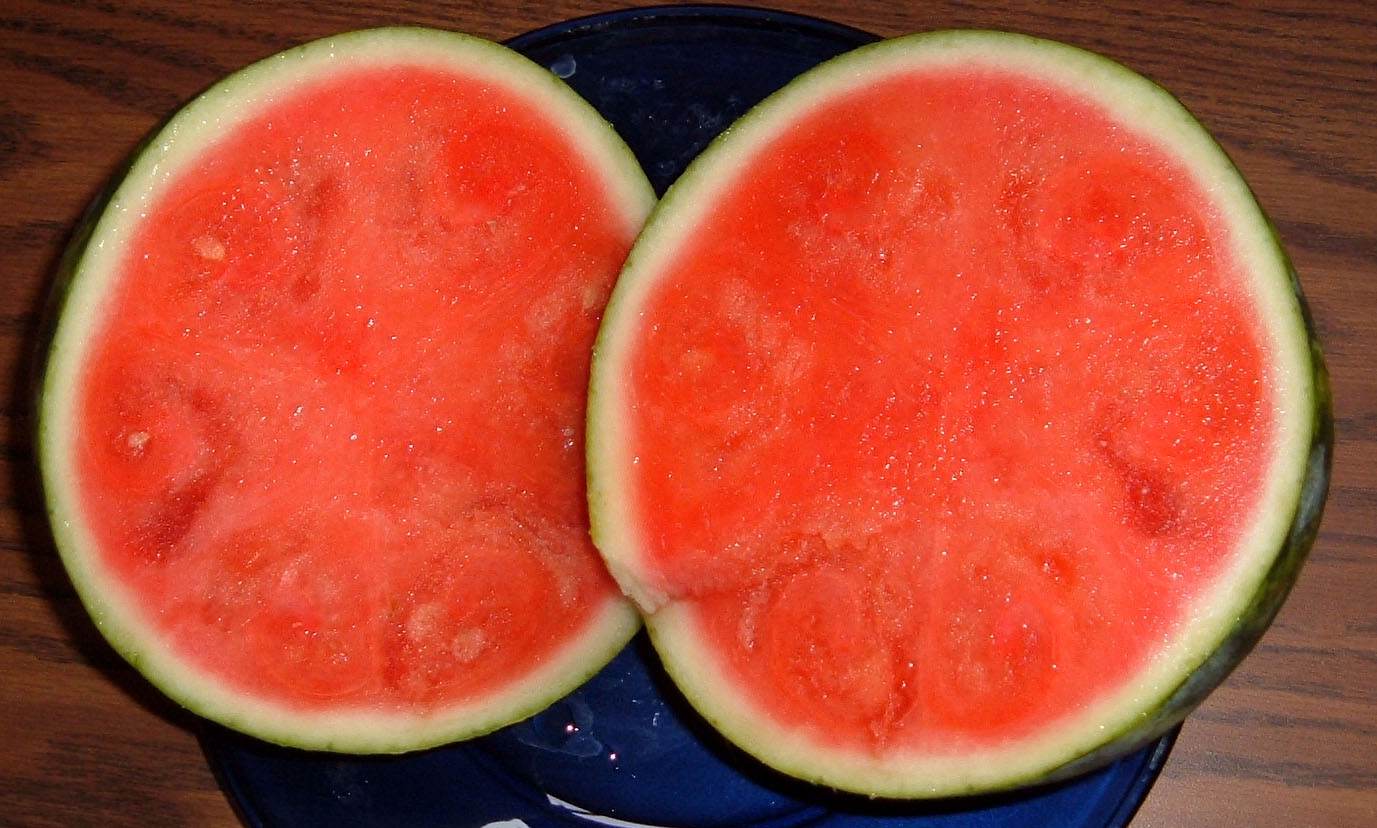
En så kallad "kärnfri" sort med rött fruktkött.
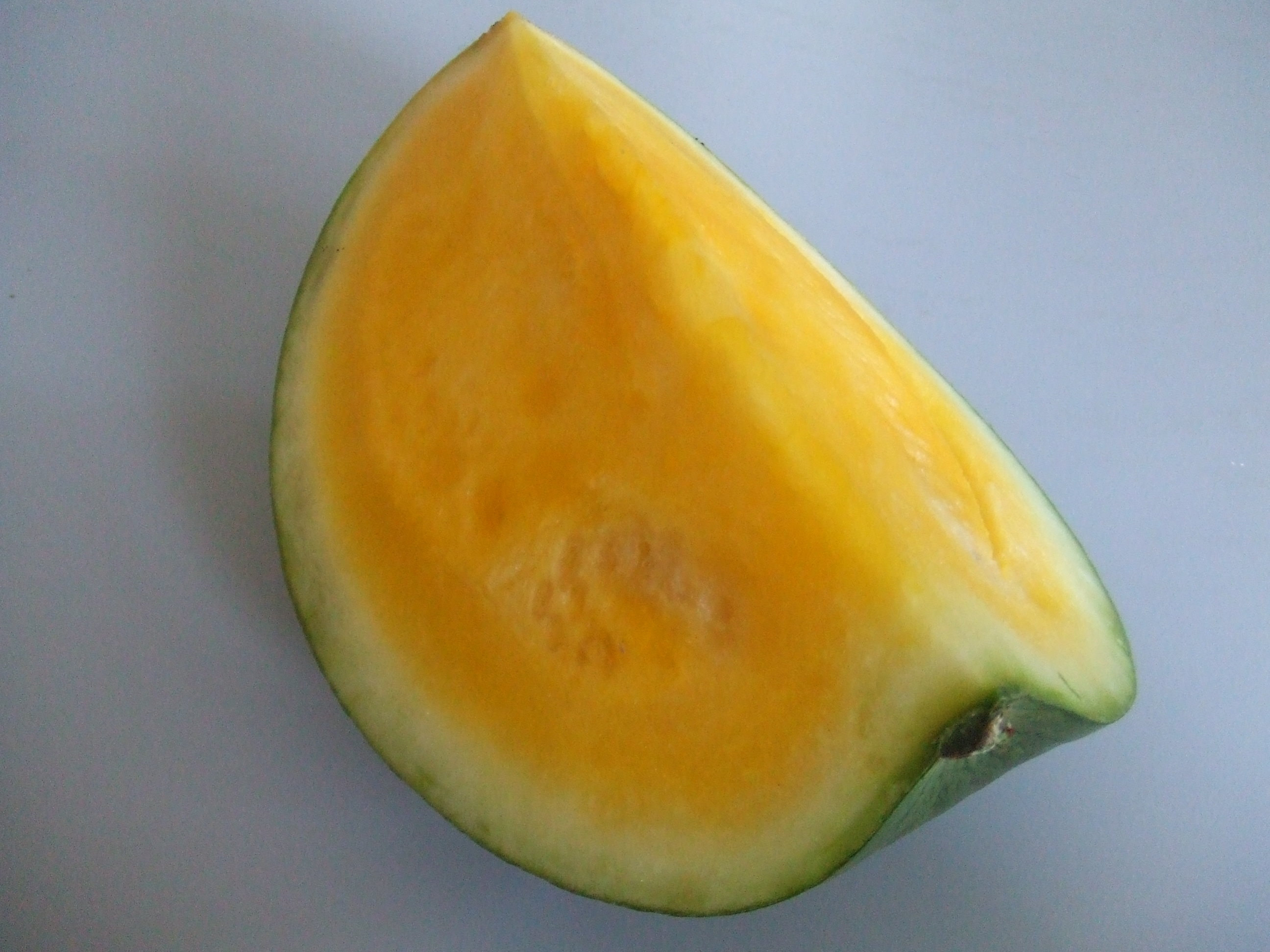
En sort med gult fruktkött.
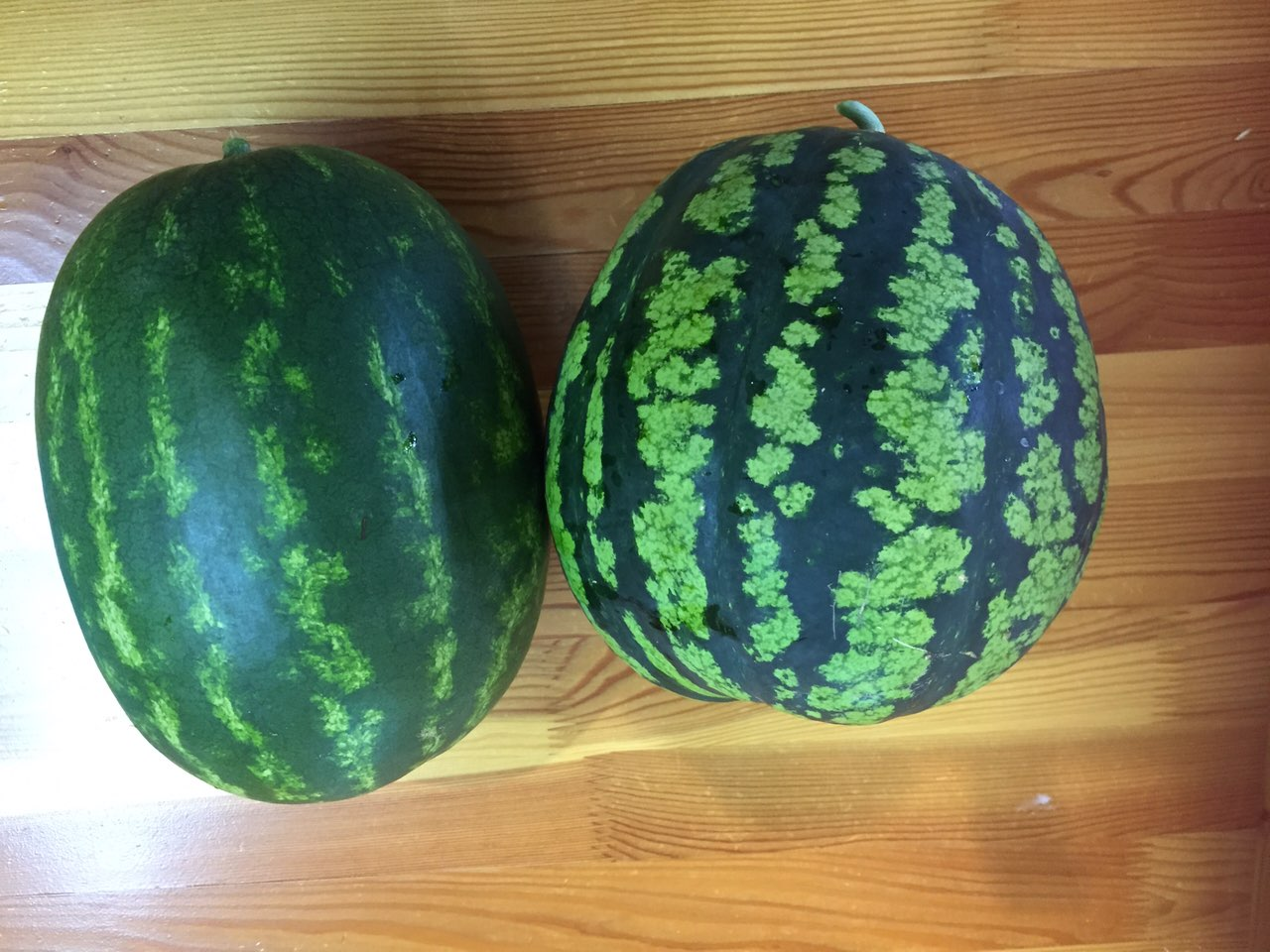
Vattenmelon odlad i Burjatien i Sibirien.